# Yağmurlusarıuşağı, Kaman
Yağmurlu Sarıuşağı là một xã thuộc huyện Kaman, tỉnh Kırşehir, Thổ Nhĩ Kỳ. Dân số thời điểm năm 2010 là 16 người.